# کمک من ماهی هستم
کمک من ماهی هستم (دانمارکی: Hjælp, jeg er en fisk) همچنین با نام داستان یک ماهی (انگلیسی: A Fish Tale) نیز شناخته می‌شود، یک فیلم سل انیمیشن موزیکال محصول سال ۲۰۰۰ دانمارک، آلمان و ایرلند است. صداپیشگان این انیمیشن آلن ریکمن، تری جونز و آرون پال هستند.
این انیمیشن در ۶ اکتبر ۲۰۰۰ در دانمارک، ۱۰ اوت ۲۰۰۱ در بریتانیا و ۵ سپتامبر ۲۰۰۶ در ایالات متحده آمریکا منتشر شد. گروه دخترانهٔ تین پاپ دانمارکی لیتل ترس، تایتل ترک این فیلم را با عنوان «کمک من ماهی هستم (ماهی کوچولوی زرد)» خواندند که به صورت تک‌آهنگ در بریتانیا منتشر شد.